# Francisco Hernández Pineda
Francisco Hernández Pineda (16 de gener de 1924 - 24 de gener de 2011) fou un futbolista mexicà.

## Selecció de Mèxic
Va formar part de l'equip mexicà a la Copa del Món de 1950.